# Nicole Chaput
Nicole Chaput (* 1943) ist eine französische Schauspielerin.

## Werdegang
Chaput spielte im Alter von 17 Jahren auf den Tipp von Freunden hin in einem Kurzfilm von Antoine d’Ormesson, Les yeu ouverts. Da sie Gefallen am Schauspiel fand, besuchte sie Kurse. An der Schauspielschule gewann sie für ihre Rolle in einer Adaption von Ingmar Bergmans Abend der Gaukler den zweiten Preis des Coupe du tecnicien du film. An der Schauspielschule lernte sie ihren späteren Ehemann kennen, den Schauspieler Dominique Serina. Es folgten Rollen in TV-Serien wie Allo Police und Salle n° 8. Ihre populärste Rolle spielte sie als Catherine Massonneau in der 1969 ausgestrahlten Fernsehserie Les oiseaux rares.

## Filmografie
- 1967: Allô Police (Fernsehserie, 1 Folge)
- 1967: Salle n° 8 (Fernsehserie, 2 Folgen)
- 1969: Les oiseaux rares (Fernsehserie)